# デイル・ダイ
デイル・アダム・ダイ（Dale Adam Dye, Jr., 1944年10月8日 - ）は、アメリカ合衆国の俳優、司会者、実業家であり、ベトナム戦争で戦闘に参加した退役海兵隊員である。

## 経歴

### 若年期・海兵隊時代
ミズーリ州ケープジラードにデラ・グレースとデイル・アダム・ダイの子として生まれる。中高校生年代の男子に軍隊式集団生活をさせながら教育するプレップスクールの一つ、Missouri Military Academyを卒業。大学に行く学費がなかったため、1964年1月、アメリカ海兵隊に入隊し、ベトナムへ派遣される。1964年から1965年と、1967年から1970年の間、ベトナムで海兵隊報道員として軍務に就き、31回の戦闘を経験。この戦闘の間に負傷したため、ブロンズスターメダルとパープルハート章を授与された。ダイはベトナムでは海兵隊戦闘報道員たちの間で有名で、同僚の戦闘報道員であったグスタフ・ハスフォードはダイを「ダディD.A」（戦闘報道員の中で最年長だった）と呼び、そのキャラクターを処女作のベトナム半自伝小説『The Short-Timers』、ならびに二作目『The Phantom Blooper』で登場人物に反映させている。
海兵隊に入隊し13年間、曹長まで昇任した後に士官候補生学校（OCS）に選抜され、1976年に准士官。少尉任官後は職務を転換し、最終的に大尉となる。
1982年から1983年までベイルート平和維持軍に参加、その後は世界中で様々な任務に就き、軍籍にある間にメリーランド大学の遠隔教育プログラムで英語の学士号を取得した。また軍歴の末期にエルサルバドルやニカラグアでゲリラ戦訓練の軍事顧問をした縁で、中央アメリカの雑誌「ソルジャー・オブ・フォーチュン」に寄稿をしている。

### 事業活動・その他
1984年に海兵隊を退役後、ダイはカリフォルニアに戦争映画での現実的な兵士の描写のために、俳優の訓練を専門とするウォリアーズ社(Warriors Incorporated)を設立した。同時に自身の会社が関係する映画に出演もしている。1986年のオリバー・ストーン監督の映画『プラトーン』でハリス大尉役を演じて以降、ストーン監督作品を中心として多くの映画に主に軍人役で出演、『プライベート・ライアン』ではジョージ・C・マーシャル将軍の側近役を演じた他、『スパイ・ゲーム』では救出のシーンでウィリー指揮官役を、『ミッション・インポッシブル』ではCIAのフランク・バンズ役を、『スターシップ・トゥルーパーズ』ではブレイン・バグ捕獲の後の高級将校役などの軍人役を演じている。
、HBOのミニシリーズ『バンド・オブ・ブラザース』でロバート・シンク大佐役を演じた。また、映画の軍事技術顧問も務めている。
さらに、ロサンゼルスのＡＭラジオ局、KFIの日曜午後の番組で司会を担当している。また、ゲームソフトの『メダル・オブ・オナー』シリーズでもコンサルタントとして関与している。『メダル・オブ・オナー ヨーロッパ強襲』と『メダル・オブ・オナー ライジングサン』の登場人物でもある。

### 映画
| 公開年 | 邦題 原題                                                            | 役名                   | 備考                                    |
| ------ | -------------------------------------------------------------------- | ---------------------- | --------------------------------------- |
| 1986   | スペースインベーダー INVADERS FROM MARS                              |                        | 出演/テクニカル・アドバイザー           |
| 1986   | プラトーン Platoon                                                   | ハリス大尉             | 出演/軍事アドバイザー                   |
| 1989   | カジュアリティーズ Casualties of War                                 | ヒル大尉               | 出演/軍事アドバイザー                   |
| 1989   | 7月4日に生まれて Born on the Fourth of July                          |                        | 出演/軍事アドバイザー                   |
| 1989   | オールウェイズ ALWAYS                                                | ドン                   |                                         |
| 1989   | スポンティニアス・コンバッション/人体自然発火 Spontaneous Combustion | 軍曹                   |                                         |
| 1990   | アパッチ Fire Birds                                                  | A.K. マクニール        | 出演/原案/製作/テクニカル・アドバイザー |
| 1990   | 対決 The Fourth War                                                  |                        |                                         |
| 1991   | JFK                                                                  | Y将軍                  |                                         |
| 1992   | 沈黙の戦艦 Under Siege                                               | ガーザ大佐             | 出演/軍事アドバイザー                   |
| 1993   | 天と地 Heaven and Earth                                              | ラリー                 | 出演/軍事アドバイザー                   |
| 1994   | ブルースカイ Blue Sky                                                |                        | 出演/技術アドバイザー                   |
| 1994   | ナチュラル・ボーン・キラーズ Natural Born Killers                    | デイル                 | 出演/技術アドバイザー                   |
| 1994   | 不機嫌な赤いバラ Guarding Tess                                       |                        | 出演/テクニシャン・アドバイザー         |
| 1994   | ブレイン・スナッチャー/恐怖の洗脳生物 The Puppet Masters             |                        |                                         |
| 1995   | 暴走特急 Under Siege 2                                               | ガーザ大佐             |                                         |
| 1995   | アウトブレイク Outbreak                                              | ブリッグス中佐         | 出演/軍事アドバイザー                   |
| 1996   | アーマゲドン Within the Rock                                         |                        | 出演/軍事テクニカルアドバイザー         |
| 1996   | ミッション:インポッシブル Mission: Impossible                        | フランク・バーンズ     |                                         |
| 1997   | オペレーションデルタフォース2 Operation Delta Force II: Mayday       |                        |                                         |
| 1997   | スターシップ・トゥルーパーズ Starship Troopers                       | 将軍                   | 出演/スクリプト・スーパーバイザー       |
| 1997   | Mr.ダマー2 1/2 Trial and Error                                       | ドクター・ストーン     |                                         |
| 1998   | プライベート・ライアン Saving Private Ryan                           | 軍部の大佐             | 出演/軍事アドバイザー                   |
| 2000   | 英雄の条件 Rules of Engagement                                       |                        | 出演/軍事アドバイザー                   |
| 2001   | スパイ・ゲーム SPY GAME                                              | ウィリー司令官         |                                         |
| 2003   | 44ミニッツ 44 Minutes: The North Hollywood Shoot-Out                 | SWAT隊長               |                                         |
| 2010   | ナイト&デイ Knight and Day                                           | フランク・ジェンキンス |                                         |
| 2011   | 幸せの教室 Larry Crowne                                              |                        |                                         |
| 2019   | ラスト・フル・メジャー 知られざる英雄の真実 The Last Full Measure    | ホルト                 |                                         |

### 映画（出演以外）
| 公開年 | 邦題 原題                                      | 役名 | 備考                     |
| ------ | ---------------------------------------------- | ---- | ------------------------ |
| 1988   | レッド・アフガン The Beast of War（The Beast） | 演出 | テクニカル・アドバイザー |
| 1990   | ジェイコブス・ラダー Jacob's Ladder            | 演出 | 軍事コンサルタント       |
| 1993   | 山猫は眠らない Sniper                          |      | 軍事技術アドバイザー     |
| 1994   | フォレスト・ガンプ/一期一会 Forrest Gump       | 演出 | 技術アドバイザー         |
| 1998   | スモール・ソルジャーズ Small Soldiers          | 演出 | 軍事アドバイザー         |

## 叙勲
- ブロンズスター
- パープルハート章（3）他